# Hoplocarida
Hoplocarida è una sottoclasse di crostacei, appartenenti alla classe dei Malacostraca.
L'unico ordine attualmente esistente è quello degli Stomatopoda, a cui fanno parte circa 200 specie fra cui Squilla mantis. Altri due ordini di questa sottoclasse di crostacei, Aeschronectida e Palaeostomatopoda sono esistiti nel Paleozoico.

## Aspetti morfologici
Si distinguono dagli altri rappresentanti dei Malacostraca principalmente per la specializzazione degli arti che in questi crostacei possono essere estroflessi assolvendo alla loro funzione raptatoria. Hanno quattro paia di massillipedi e non sono dei buoni nuotatori. Hanno un corpo appiattito dorso ventralmente, un carapace piccolo e un addome segmentato.

## Riproduzione
Sono dioici.